# Campeonato Paraibano de Futebol de 1923
O Campeonato Paraibano de Futebol de 1923 foi organizado e dirigido pela Liga Desportiva Parahybana. Contou com a participação de 6 times e no final o América conquistou o seu primeiro título estadual

## Participantes
O campeonato estadual de 1923 contou com 6 participantes, todos da cidade de Paraíba (Atual João Pessoa), capital do estado, foram eles:
- América Football Club;
- Brasil Football Club;
- Esporte Clube Cabo Branco;
- Palmeiras Sport Club;
- Pytaguares Futebol Clube; e
- Sanhauá Football Club.

## Vencedor
| Campeonato Paraibano de Futebol de 1923   |
| ----------------------------------------- |
| América Football Club Campeão (1º título) |